# Jardim de Alexandre

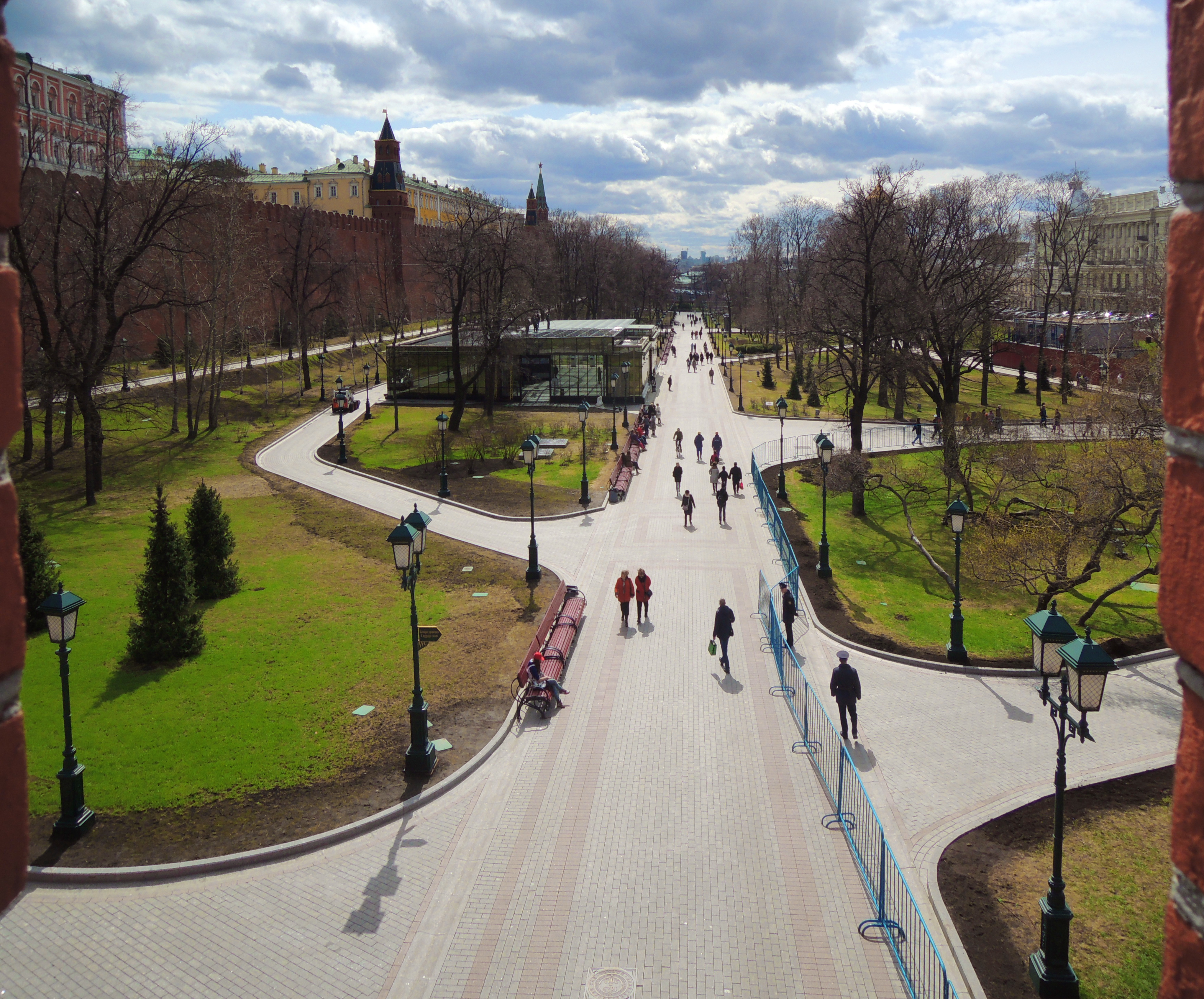
Jardim de Alexandre

Jardim de Alexandre (em russo:  Александровский сад) foi um dos primeiros parques urbanos públicos de Moscou, na Rússia. O parque é composto por três jardins separados, que se estendem ao longo de todo o comprimento da muralha ocidental do Kremlin de Moscou. Foi construído entre 1819 e 1823 e seu nome é uma homenagem ao czar Alexandre I da Rússia.

## História

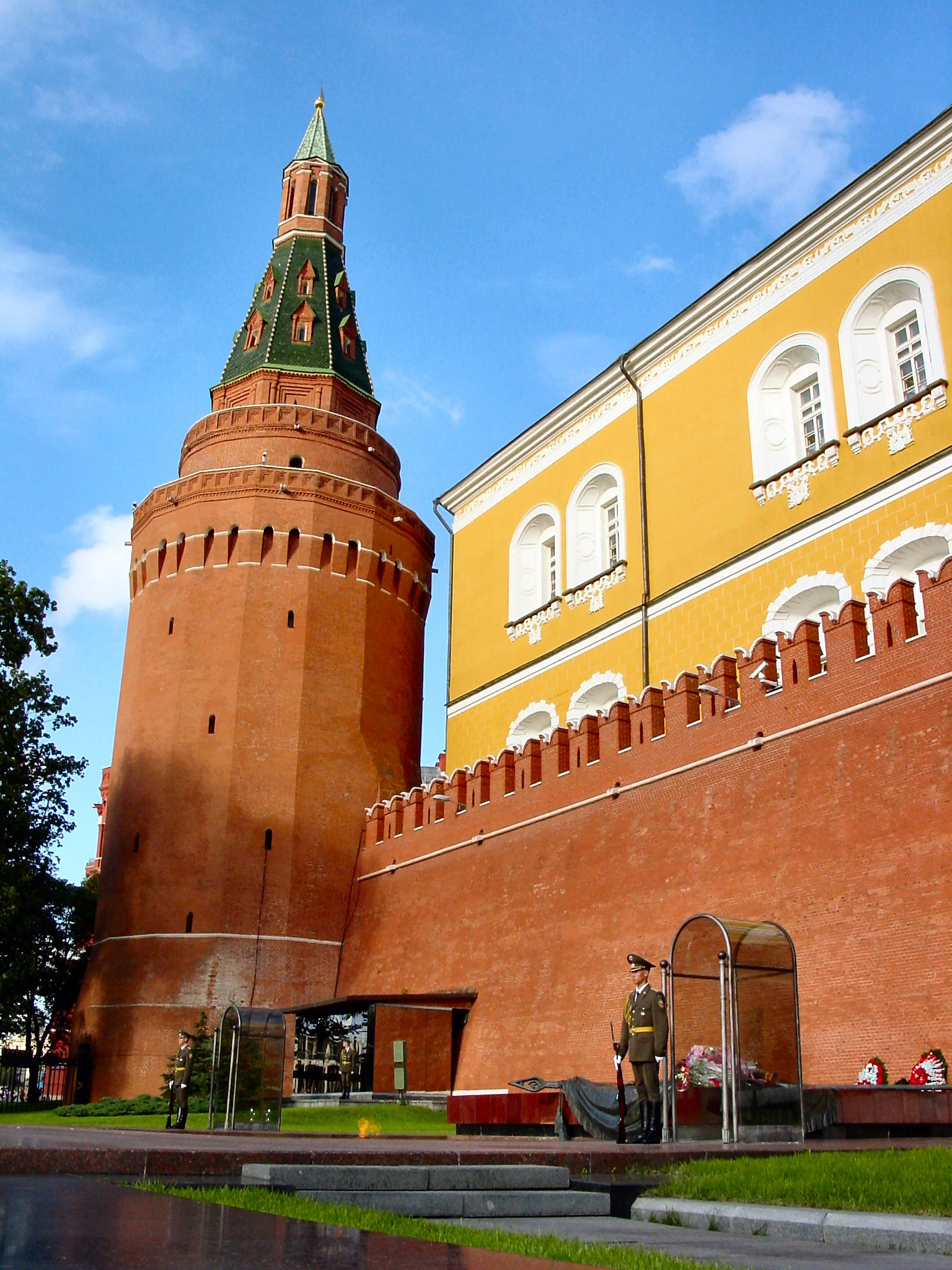
Tumba do Soldado Desconhecido

Até o século 18, o rio Neglinnaya corria no local dos Jardins Alexandrovsky, sobre os quais quatro pontes foram construídas. Historicamente, as festas folclóricas eram realizadas às margens do rio, suas águas eram limpas e famosas pela pesca. Após o fim das Guerras Napoleônicas, o imperador Alexandre I decidiu levar o rio para o subsolo e encerrá-lo em um cano de três quilômetros de extensão. Jardins foram construídos no local desocupado, projetados pelo arquiteto Osip Bove como parte de um plano para restaurar Moscou após o incêndio de 1812.
Os jardins foram construídos de 1819 a 1823 e foram originalmente chamados de Kremlin. Em 1820-1821, Beauvais projetou uma parte do jardim do Portão da Ressurreição ao Portão da Trindade - o Jardim Superior, seu trabalho foi continuado pelos assistentes Davydov, Petrov e outros. Para o arranjo do jardim, a área foi nivelada e coberta com relva, tílias, bétulas, freixos e outras árvores e arbustos foram plantados. Portões de ferro fundido representando os símbolos da vitória na Guerra Patriótica, feitos pelo arquiteto Yevgeny Pascal, foram instalados na entrada principal.
Após a coroação de Alexandre II em 1856, os jardins foram renomeados como Jardins de Alexandre. Naquela época, uma vala rasa planejada por Beauvais corria ao longo do jardim, limitando o território da Rua Neglinnaya, e uma cerca baixa de metal criada na década de 1820 pelo arquiteto Fyodor Shestakov, mas não preservada até hoje.

### Modernidade
Durante a reconstrução de 2012-2013, algumas das árvores antigas foram cortadas no jardim, e em seu lugar foram plantadas 200 novas, além de 2.700 arbustos, um roseiral com área de 750 m² com três mil arbustos foram plantados e novas lâmpadas foram instaladas.
Em 2015, 26.000 m² de asfalto velho foram substituídos no jardim por novos azulejos, e foram feitas reparações estéticas junto aos monumentos Em outubro de 2016, foi anunciado que o jardim estaria equipado com Wi-Fi gratuito, mas as datas de implementação não foram determinadas.
Os eventos da cidade são realizados no jardim: em 2017, o parque sediou o encerramento do festival Bandas Militares nos Parques da Cidade, bem como uma revisão das fanfarras infantis na Gruta Italiana. Todos os anos, no Dia da Cidade e no Dia da Vitória, flores são colocadas no Túmulo do Soldado Desconhecido em memória daqueles que morreram naGrande Guerra Patriótica.

## Jardim Superior
O Jardim Superior foi inaugurado em 1821, tem 350 metros de comprimento - da Praça da Revolução à Torre da Trindade.

### Tumba do Soldado Desconhecido e Chama Eterna

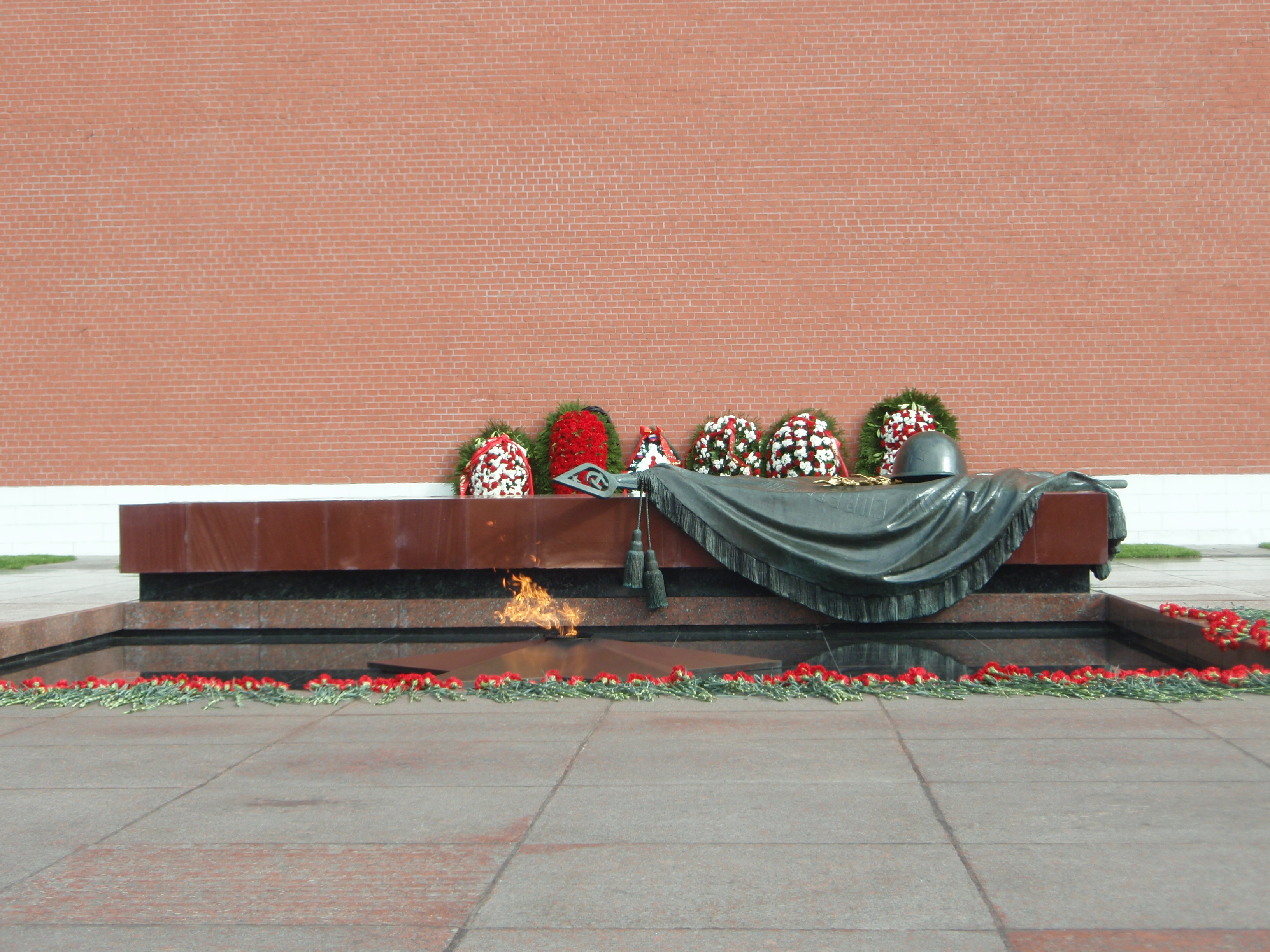
Tumba do Soldado Desconhecido e Chama Eterna, 2010

Em 8 de maio de 1967, um conjunto arquitetônico memorial foi instalado no território do Jardim Superior - o Túmulo do Soldado Desconhecido, onde foram enterrados os restos mortais dos soldados do Exército Vermelho que morreram em 1941 na Batalha de Moscou. O memorial foi projetado por Yuri Rabaev, Dmitry Burdin, Vladimir Klimov e Nikolai Tomsky. Na lápide há uma composição de bronze de um capacete de soldado, um ramo de louro e um estandarte de batalha. Bem no centro do memorial há uma inscrição: "Seu nome é desconhecido, sua façanha é imortal." À esquerda da Sepultura existe uma parede de quartzito carmesim com a inscrição: “1941 Aos caídos pela Pátria 1945”, à direita encontra-se um beco de granito com doze blocos separados de pórfiro vermelho escuro, cada um dos quais indica o nome de a cidade herói, há uma imagem da “ Estrela Dourada ”, e dentro dos blocos há cápsulas com terra.
Perto do memorial queima a Chama Eterna, trazida do Campo de Marte de São Petersburgo. A tocha foi aceita por Alexei Maresyev, e Leonid Brezhnev colocou fogo no centro da estrela. Junto à Chama Eterna encontra-se o Posto nº 1, onde, regularmente a partir de 12 de Dezembro de 1997, das 08h00 às 20h00, funciona uma guarda de honra dos militares do Regimento Presidencial . Todos os anos, em 22 de junho, dia do início da Grande Guerra Patriótica, a guarda de honra assume o comando, coroas de flores são colocadas no fogo e velas memoriais são acesas.
Em 2009, o monumento recebeu status nacional. Em dezembro do mesmo ano, devido ao reparo das comunicações do complexo memorial, a Chama Eterna do Alexander Garden foi transferida para o Victory Park em Poklonnaya Gora, e em 23 de fevereiro do ano seguinte foi devolvida ao seu lugar.
Maio de 2017 marcou o 50º aniversário do acendimento da Chama Eterna no Túmulo do Soldado Desconhecido. Os militares transferiram o fogo para uma cópia da estrela no túmulo com a mesma tocha de 50 anos atrás, os reunidos no jardim homenagearam a memória dos que morreram durante os anos de guerra com um minuto de silêncio.

### Gruta italiana

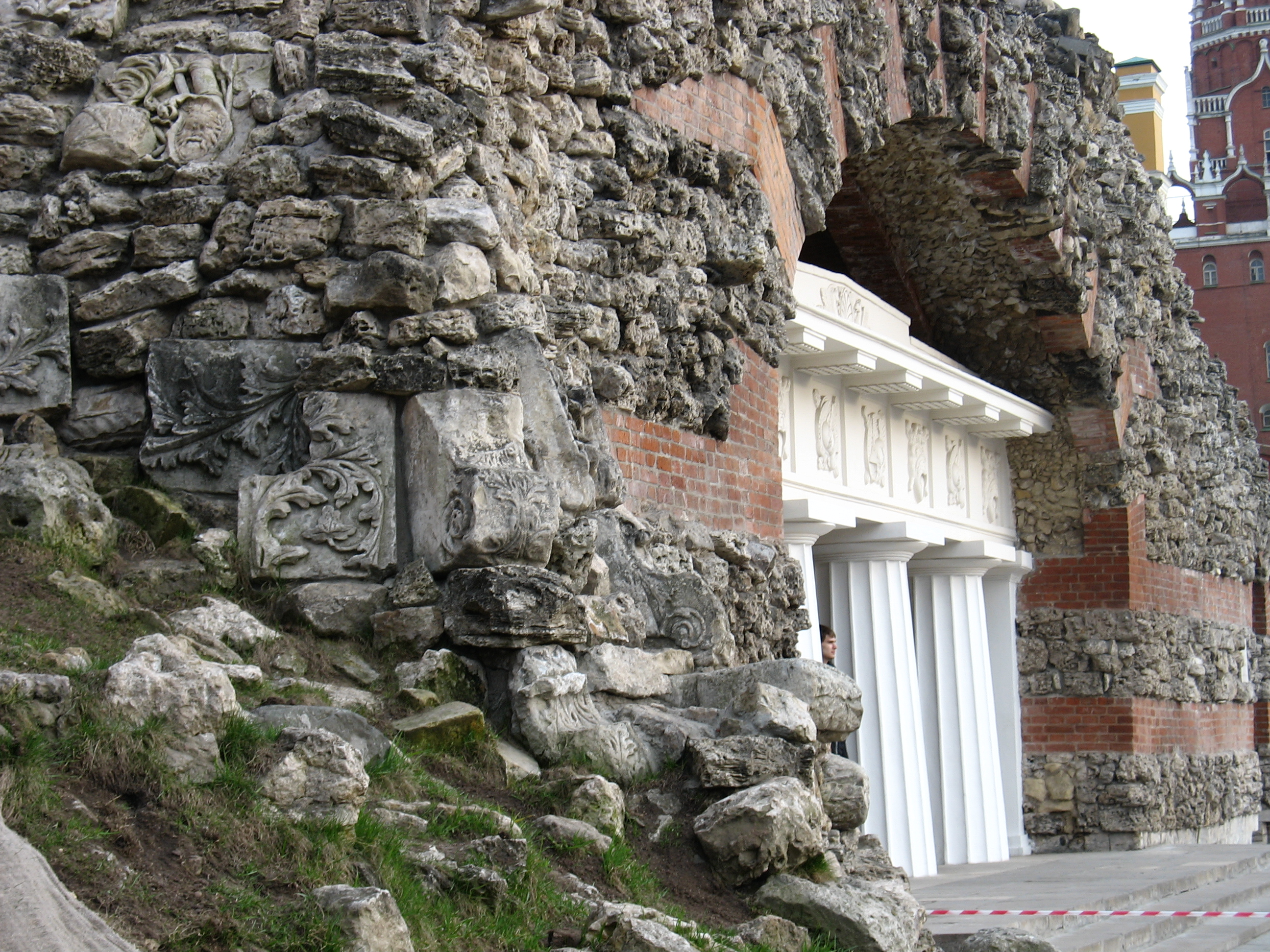
gruta italiana, 2010

Em 1820, de acordo com o projeto de Osip Bove, no centro do Jardim Superior perto da Torre do Arsenal Médio do Kremlin, foi erguida a gruta Ruiny, também chamada de Gruta Italiana. Trata-se de um arco semicircular feito de granito preto e tijolo vermelho, dentro do qual existem portões de mármore com quatro colunas maciças. A gruta foi construída a partir de casas de Moscou destruídas pelo Exército Francês e núcleos de pedra. A escada na parte sul da gruta leva às esculturas de dois leões. Neste edifício, Beauvais combina os clássicos de Moscou com a antiguidade arquitetônica.
No século 19 e início do século 20, uma banda regimental tocava na Gruta nos finais de semana e atrações eram organizadas. Em 1872, em homenagem aos 200 anos do nascimento de D. Pedro I, realizou-se nos pavilhões junto à gruta a Exposição Politécnica, com mostras técnicas e culturais que serviram de base ao Museu Politécnico.

### Monumento ao Patriarca Hermógenes

Jardim Alexandre. Patriarca Hermógenes. Monumento-obelisco. ano 2014

Em maio de 2013, um monumento de bronze ao Patriarca Hermógenes em um pedestal de mármore foi erguido no jardim, feito de acordo com o projeto da Academia Russa de Pintura, Escultura e Arquitetura Ilya Glazunov. O pedestal é decorado com baixos-relevos: um retrata a cena da eleição de Mikhail Romanov como rei, o segundo retrata a expulsão dos boiardos pelo Patriarca Hermógenes, pedindo sua bênção. O monumento também lista a composição do grupo artístico que trabalhou em sua criação, e em um pedestal separado - a história do monumento.

### Complexo de fontes
O complexo da fonte está localizado ao longo da borda do Jardim Alexander ao longo da Praça Manezhnaya, foi instalado em 1996. O complexo é composto por seis partes: "Geyser", "Rio Neglinnaya", "Véu", "Caracol", "Cachoeira", "Gruta", decoradas com esculturas de Zurab Tsereteli . A fonte "Rio Neglinaya" imita o leito do rio, é decorada com a composição escultórica "Heróis dos contos de fadas" com esculturas de personagens: sereias, Ivan Tsarevich com a Princesa Sapo e outros. A segunda grande fonte do complexo - "Geyser", é decorada com a escultura "Estações", representando quatro cavalos - quatro estações. As restantes fontes do complexo são pequenas e servem de complemento à parte principal.

## Jardim do meio
O Middle Garden foi inaugurado um ano depois do Upper Garden, em 1822. Vai de Troitskaya até a torre Borovitskaya, seu comprimento é de 382 metros. Nos séculos 16 a 17, o Jardim Boticário do Soberano estava localizado neste local, onde ervas medicinais eram cultivadas e levadas para Aptekarsky Prikaz . A partir de 2017, os caixas dos museus do Kremlin de Moscou estão localizados nesta parte do jardim.

### Torre Kutafya

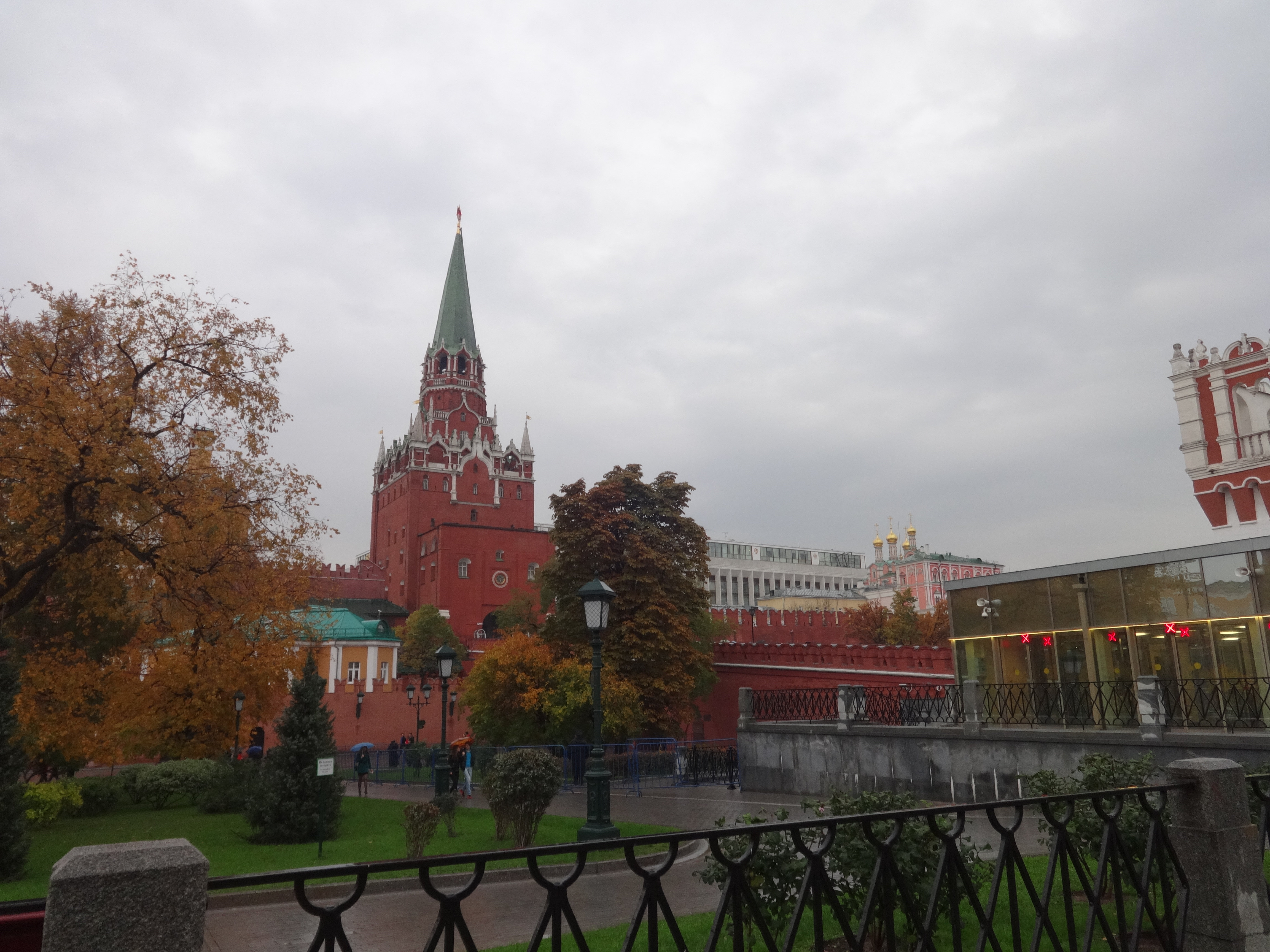
Jardim Alexandre. Ponte da Trindade. ano de 2014.

A Torre Kutafya é a única torre de desvio de 13,5 metros de altura sobrevivente do Kremlin. Erguido em 1516 sob a direção do arquiteto Aleviz Fryazin . A torre serviu de obstáculo durante o cerco à fortaleza, foi cercada pelo rio Neglinnaya e um fosso. Recebeu seu aspecto moderno em 1685, quando foi decorado com uma coroa vazada com detalhes separados de pedra branca, e em 1780 a abóbada de tijolos em ruínas que cobria a torre foi desmontada.

### Ponte da trindade
Ponte Troitsky - uma das pontes de pedra mais antigas de Moscou, conecta as torres Kutafya e Troitskaya Kremlin. A ponte de tijolos de nove vãos foi construída em 1516, também de acordo com o projeto de Aleviz Fryazin. O topo vazado da ponte com detalhes em pedra branca apareceu no mesmo ano do projeto da Torre Kutafya. Após a reconstrução, liderada por Beauvais, a Trinity Bridge acabou no centro do Alexander Garden, mas ainda fazia parte do caminho para o Kremlin pela Trinity Tower. Beauvais também projetou rampas que não sobreviveram até hoje - descidas semicirculares da ponte para o jardim, decoradas com treliças, vasos e lanternas, que formavam uma única composição junto com o arco sob a ponte.

## Jardim inferior
O jardim inferior é o mais curto das três partes, seu comprimento é de 132 metros. Foi inaugurado em 1823 e se estendia da Torre Borovitskaya até o aterro do Kremlin. No final da década de 1930, parte do Jardim Inferior foi derrubada em conexão com a construção da Ponte de Pedra Grande. Não há pistas de caminhada no Jardim Inferior; em 2017 ele está fechado para visitantes.

## O jardim na arte
- Parte da ação do romance da Mikhail Bulgakov, O Mestre e Margarita, ocorre no jardim.[24]
- O jardim é retratado no livro de Alexei Pimanov e na série de televisão " Alexander Garden ".
- A ação se passa no jardim no início do romance Azazel de Boris Akunin.